# La Coronada
La Coronada es un municipio y villa española de la provincia de Badajoz, en la comunidad autónoma de Extremadura.

## Situación
Se encuentra entre Villanueva de la Serena y Campanario. Pertenece a la comarca de La Serena y al Partido judicial de Villanueva de la Serena. Forma parte del distrito universitario de Extremadura y archidiócesis de Mérida-Badajoz. Su término municipal limita con los de Don Benito, Orellana la Vieja, Campanario, Magacela y Villanueva de la Serena.
La jurisdicción se halla surcada por los arroyos del Gato y Ballesteros y por los ríos Zújar y Guadiana. Este último discurre por el límite Norte, formando una isla de 33 hectáreas de extensión. 
El relieve de todo el término es ondulado, como corresponde a la penillanura serenense, oscilando su altitud entre los 251 metros de la vega de la Villeta (valle del Zújar) y los 374 metros del Cerro Pelado; el casco urbano se alza en los 355 metros.
Geológicamente son tres los periodos que cabe distinguir: el Primero, que ocupa la mayor parte del término y está representado por pizarras del periodo cambriano; El Terciario, con niveles de mioceno y plioceno, que se localiza en algunas zonas de la mitad Oeste, y el Cuaternario, representado en ciertas áreas de las inmediaciones de los dos grandes ríos.
El clima es de tipo mediterráneo subcontinental, algo suavizado por la influencia atlántica, lo que se concreta en precipitaciones escasas, inviernos templados y veranos calurosos. La insolación es de las mayores de la península, cerca de 3000 horas anuales, y la temperatura media ronda los 17,5 grados centígrados.
No existe en el municipio más vegetación arbórea que el olivar cultivado, algunos pies de otros frutales y ejemplares aislados de encinas y acebuches. El monte bajo es inapreciable por su escasez. En las tres últimas décadas han crecido abundante arbolado en las orillas y cauces de los ríos, con predominio de diversas variedades de eucalipto, fresnos y sauces, al tiempo que ha disminuido el secular tamujal.

## Historia
Fue en el siglo XIV cuando la Orden de Alcántara funda La Coronada; pero con anterioridad ya había sido habitado el término. Así lo justifican los numerosos vestigios que se encuentran en los cuatro puntos cardinales: el Colmenar, Pedorra, Toriles de Gregorio o el Peón. En un principio tras la reconquista cristiana, la orden Alcantarina creó un caserío, con el nombre de La Aldehuela. En sus comienzos fue una aldea de Magacela y posteriormente perteneció a la jurisdicción de Villanueva de la Serena. En 1638 el rey Felipe IV concede el privilegio de Villazgo, que confirma un año después extendiendo la Carta Puebla.
En un principio el pueblo se llamó La Aldehuela, nombre que mantuvo hasta 1575, en el que se produjo el cambio en el que hoy se conoce como La Coronada.
En lo religioso, la población quedó integrada en el priorato de Magacela desde la creación del mismo hasta unos años después de su supresión oficial en 1874; desde entonces, en 1876, la parroquia pertenece a la diócesis de Badajoz.
Predomina una actividad económica tradicional, basada principalmente en el sector primario (agricultura y ganadería). Destacan las producciones de trigo, cebada, avena y aceituna, así como el ganado lanar merino. En torno al 60% de la superficie es utilizada para la agricultura y el 40 restante para la producción de pastos naturales.
La Orden alcantarina, el monasterio de El Escorial y el marqués de Perales han marcado la pauta económica y social de la localidad a lo largo de buena parte de la historia. El protagonismo de La Coronada en la comarca viene dado por el hecho de haber sido durante los siglos XVI y XIX sede de las juntas de Llegas celebradas por los pueblos de la Tierra de Magacela (La Coronada, Villanueva de la Serena, La Haba, Magacela, La Guarda, Quintana de la Serena y Campanario).
Los primeros datos de la población que se poseen se remontan al siglo XVIII. Según estos, los siglos XVIII y XIX doblaron la población, y la hubiera doblado el XX de no haberse producido el masivo movimiento migratorio que se inicia en los años sesenta.
A la caída del Antiguo Régimen la localidad se constituye en municipio constitucional en la región de Extremadura. Desde 1834 quedó integrado en el Partido judicial de Villanueva de la Serena. En el censo de 1842 contaba con 340 hogares y 1407 vecinos.
De los monumentos arquitectónicos locales destacan la iglesia parroquial de San Bartolomé, de finales del siglo XVI y principios del XVII, y el santuario patronal de Santa María del Zújar, que data de 1583. La ermita de Santa Ana (primera mitad del siglo XVII), el ayuntamiento, (siglo XVI; antiguo pósito municipal), el complejo agropastoril conocido como Casa de Perales, los viejos molinos harineros situados sobre sus dos grandes ríos, dos abrevaderos de animales de labranza, una pequeña presa romana sobre el arroyo de El Peñón, otra presa construida hacia el siglo XVI (la laguna) y las construcciones de chozos y refugios, etc, conforman el catálogo de las construcciones más importantes del municipio. En la dehesa boyal coronela de La Mata, perteneciente al término de Campanario, se halla un edificio protohistórico de los siglos V y IV a. C. similar al de Cancho Roano (Zalamea de la Serena), que ha sido excavado y puesto en valor en los últimos años, atendido oficialmente por los Ayuntamientos de La Coronada y Campanario.
Respecto a la evolución de la población se sabe que en la segunda mitad del siglo XVI contaba con unos efectivos de 300 vecinos, equivalentes a unos 1400 habitantes, cifra que había descendido al millar al comenzar la centuria del 1600 y que seguiría descendiendo notablemente hasta el fin de la misma. En 1717 el número de habitantes era de unos 450, cifra que comienza una evolución ascendente que habría de prolongarse hasta la sangría migratoria de la centuria pasada, y que, concretando, podemos cifrar en unas 1000 almas al comenzar el siglo XIX, 2014 el año 1900 y 3587 el año 1960, en cuya década toca techo. Por entonces la población comienza un declive que aún persiste (tenuemente) y que se situaba en 2240 habitantes al comenzar el año 2008.

## Demografía
El municipio tiene una superficie de 81.17 km2. En 2022 tenía una población de 2172 habitantes y una densidad de 26.75 hab/km2.
| Gráfica de evolución demográfica de La Coronada entre 1842 y 2021                                                     |
| |
| Población de derecho según los censos de población del INE. Población de hecho según los censos de población del INE. |

| Gráfica de evolución demográfica de La Coronada entre 1998 y 2022 |
|                                                                   |
| Población a 1 de enero según el padrón municipal del INE.         |

## Patrimonio
- Iglesia parroquial de San Bartolomé.[7]
- Yacimiento tartésico de La Mata.